# 103
| [ Edytuj tabelę ] |                         |
| Cesarz Chin       | - 88 Han Hedi 106       |
| Król Daków        | - 87 Decebal 106        |
| Władca Korei      | - 53 T’aejodae 146      |
| Król Nabatei      | - 70 Rabel II Soter 106 |
| Papież            | - 101 Ewaryst 109       |
| Król Partów       | - 78 Pakorus II 105     |
| Cesarz Rzymu      | - 98 Trajan 117         |

Rok 103 / CIII
stulecia: I wiek ~
II wiek ~
III wiek

lata: 93 «
98 «
99 «
100 «
101 «
102 «
103
» 104
» 105
» 106
» 107
» 108
» 113

## Wydarzenia
- Gajusz Juliusz Kwadratus Bassus zmienił Tytusa Klaudiusza Heroda Attyka na stanowisku legata Judei (data sporna lub przybliżona).

## Zmarli
- Sekstus Juliusz Frontyn - rzymski żołnierz, pisarz